# Ellipteroides ptilostenellus
Ellipteroides ptilostenellus är en tvåvingeart. Ellipteroides ptilostenellus ingår i släktet Ellipteroides och familjen småharkrankar.

## Underarter
Arten delas in i följande underarter:
- E. p. javanicus
- E. p. ptilostenellus